# Jersey (Bella Thorne)
Jersey è un EP della cantante e attrice statunitense Bella Thorne, pubblicato nel 2014.

## Tracce
1. Jersey – 3:04
2. Paperweight – 3:33
3. One More Night – 3:24
4. Boyfriend Material – 3:06
5. Call It Whatever (Razor n Guido Remix) – 5:54